# Hugo Dittberner
Hugo Dittberner (* 16. November 1944 in Gieboldehausen) ist ein deutscher Schriftsteller.

## Leben
Nach dem Abitur studierte Dittberner Germanistik, Geschichte und Philosophie an der Universität Göttingen, wo er 1972 über die frühen Romane Heinrich Manns promovierte. Nach kurzer Lehrtätigkeit an der Universität Karlsruhe ließ er sich 1976 als freier Schriftsteller in Kalefeld nieder.
Dittberners alltagsbezogene Lyrik wird der in den 1970er Jahren aufkommenden Neuen Subjektivität zugerechnet. In zahlreichen Gedichten und den realistischen Romanen und Erzählungen, die vorwiegend in der Gegenwart spielen und zumeist alltägliches Leben spiegeln, schildert er zwischenmenschliche Beziehungen und Probleme von Angehörigen der 68er-Generation.
Dittberner war von 1974 bis 2000 Mitglied des Verbandes Deutscher Schriftsteller; er ist Mitglied des PEN-Zentrums Deutschland und der Akademie der Wissenschaften und der Literatur in Mainz. Er war Mitglied der Jury zum Jeannette Schocken-Preis (Bremerhaven) und der Redaktion von Text + Kritik. 2005 wurde ihm das Verdienstkreuz am Bande des Niedersächsischen Verdienstordens verliehen.
Hugo Dittberner lebt in Echte.

## Einzeltitel

### Lyrik
- Pasjes/Passierscheine. Gedichte. Verlag Erich van der Wal, Bergen 1973.
- Der Biß ins Gras. Gedichte. Palmenpresse, Köln 1976.
- Ruhe hinter Gardinen. Gedichte 1971 bis 1980. Rowohlt, Reinbek bei Hamburg 1980; ISBN 3-499-25140-X.
- Der Tisch unter den Wolken. Gedichte. Wallstein Verlag, Göttingen 1986.
- Die Wörter, der Wind. Gedichte. Verlag Eric van der Wal, Bergen 1988.
- Im Lehm. Gedichte. Eric van der Wal, Bergen, Holland 1992.
- Das letzte fliegende Weiß. Gedichte. Verlag Eric van der Wal, Bergen 1992; Palmenpresse, Köln 1994, ISBN 3-88903-020-3.
- Wasser Elegien. Gedichte. Verlag zu Klampen, Springe 1997, ISBN 3-922382-74-6.
- Vor den Pferdeweiden. Worpsweder Haikus. Verlag Eric van der Wal, Bergen 1999.
- Morgenübungen. Gedichte. Lyrikedition 2000, München 2000, ISBN 3-935284-24-1.

### Prosa
- Donnervogel. Gedichte, Geschichten und Photos. Mit Jens Wilke. Muwie Verlag, Göttingen/Kassel 1973.
- Rutschbahn. Texte. Mit Jens Wilke. Muwie Verlag, Göttingen/Kassel 1973.
- Das Internat. Roman. Luchterhand Verlag, Darmstadt 1974  (Taschenbuchausgabe: Haffmanns, Zürich 1989).
- Kurzurlaub. Eine Reiseerzählung. Luchterhand Verlag, Darmstadt 1976.
- Draußen im Dorf. Erzählungen. Rowohlt Verlag, Reinbek bei Hamburg 1978.
- Jacobs Sieg. Roman. Rowohlt Verlag, Reinbek bei Hamburg 1979.
- Die gebratenen Tauben. Erzählungen. Rowohlt Verlag, Reinbek bei Hamburg 1981.
- Drei Tage Unordnung. Geschichten. Pendragon Verlag, Bielefeld 1983.
- Wie man Provinzen erobert. Erzählungen. Rowohlt Verlag, Reinbek bei Hamburg 1986.
- Geschichte einiger Leser. Roman. Haffmanns Verlag, Zürich 1990; ISBN 3-251-00163-9.
- Wolken und Vögel und Menschentränen. Roman. Wallstein Verlag, Göttingen 1995.
- Was ich sagen könnte. Aufzeichnungen und Essays. Verlag Franz Steiner, Stuttgart 1996.
- Das Seevokabularium. Roman. Wallstein Verlag, Göttingen 2010, ISBN 978-3-8353-0631-8.
- Der Professor im Keller. Erzählungen. NIMBUS. Kunst und Bücher, Wädenswil 2024, ISBN 978-3-03850-100-8.

### Aufzeichnung · Essay · Kritik
- Heinrich Mann. Eine kritische Einführung. Fischer Athenäum Taschenbuchverlag, Frankfurt am Main 1974.
- Über Wohltäter. Essays und Rezensionen. Haffmans Verlag, Zürich 1992.
- Arche Nova. Aufzeichnungen als literarische Leitform. Wallstein Verlag, Göttingen 1998.
- Versuch zu rühmen. Über Bücher und Autoren. Essays. Wissenschaftliche Buchgesellschaft, Darmstadt 1999.
- Atem holen. Essays. Verlag Das Wunderhorn, Heidelberg 2006.

## Herausgabe
- Mit der Zeit erzählen? Fragt er Marcel Beyer ... Wallstein Verlag, Göttingen 1994.
- Der Satz des Philosophen. Wallstein Verlag, Göttingen 1996.
- Hans Bender: Ausgewählte Aufzeichnungen, Erzählungen und Gedichte. Wissenschaftliche Buchgesellschaft, Darmstadt 1999.
- Kunst ist Übertreibung. Wallstein Verlag, Göttingen 2003.
- Kurze Weile. Gedichte in wenigen Zeilen. Wallstein Verlag, Darmstadt 2003.
- Ortstermine. Wolfenbütteler Lehrstücke zum Zweiten Buch. Mit Andrea Ehlert und Linda A. Engelhardt. Wallstein Verlag, Göttingen 2004.
- Das älteste Testament. Gratulationsband für Heinz Kattner. Verlag zu Klampen, Springe 2007.

## Auszeichnungen
- Förderpreis Kulturkreis im Bundesverband der Deutschen Industrie (1978).
- Villa-Massimo-Stipendium (1981)
- Niedersachsenpreis (1984)
- Berliner Literaturpreis (1994)
- Worpsweder Künstlerstipendium (1997)
- Stipendium Künstlerhaus Edenkoben (2001)
- Literatur-Jahresstipendium des Niedersächsischen Kultusministeriums (2003).
- Verdienstkreuz am Bande des Niedersächsischen Verdienstordens (2005).